# Anne Marivin
Anne Marivin est une actrice française, née le 23 janvier 1974 à Senlis (Oise).

## Biographie

### Carrière

#### Débuts et révélation dans la comédie
Anne Marivin a été élève en classe libre du cours Florent avec Isabelle Nanty.
En 1993, elle commence à la télévision et, en 2002, au cinéma, où elle apparaît dans plusieurs films à succès, pour des rôles souvent sans nom - Ah ! si j'étais riche, Mon idole, Chouchou, Podium. La révélation au grand public vient en 2008 avec le rôle d'Annabelle Deconninck dans Bienvenue chez les Ch'tis, l'énorme succès commercial de Dany Boon.
Elle joue ensuite dans une poignée de comédies, dès l'année suivante, les gros projets Envoyés très spéciaux, Demain dès l'aube…Selectionné au festival de Cannes, Le Coach et Incognito , ainsi que les films d'écrivains Je vais te manquer d'Amanda Sthers, et Cinéman de Yann Moix.
Elle tourne ensuite dans des films réalisés par des acteurs : en 2010, elle fait partie de la distribution de stars françaises réunies par Guillaume Canet pour l'énorme succès commercial, Les Petits Mouchoirs, et partage l'affiche de la comédie romantique Il reste du jambon ?, avec Ramzy Bedia, première réalisation de la journaliste et comédienne Anne Depétrini.

#### Diversification

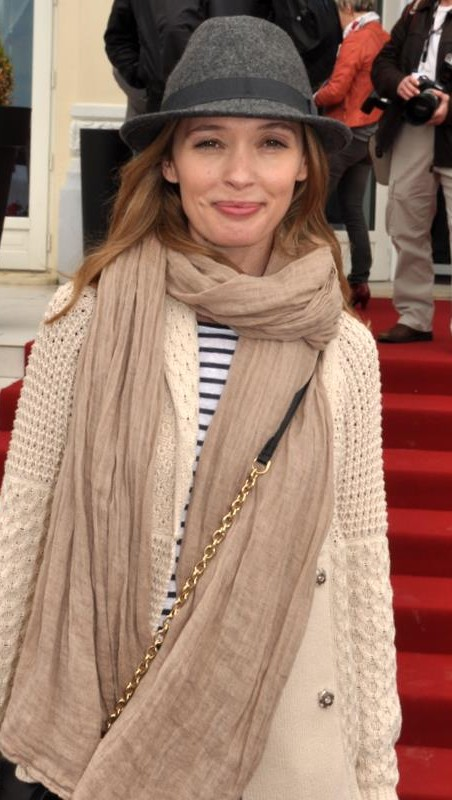
L'actrice au Festival de Cabourg 2012.

Anne Marivin tente ensuite de s'imposer dans un registre dramatique : en 2011 elle tient le premier rôle féminin  dans Tu seras mon fils, mené par le tandem Niels Arestrup - Lorànt Deutsch. Et, en 2013, elle fait face à Swann Arlaud pour le thriller psychologique Crawl, de Hervé Lasgouttes. Enfin, en 2014, elle est la tête d'affiche du film d'horreur Aux yeux des vivants.
Ces projets plus confidentiels ne l'écartent pas totalement de la comédie populaire. En 2012, la satire potache Il était une fois, une fois ; en 2014, la comédie d'action SMS, réalisée par Gabriel Julien-Laferrière ; idem en 2015 avec la comédie dramatique Le Talent de mes amis, première réalisation du comédien et humoriste Alex Lutz.
En 2016, elle tourne plusieurs projets dévoilés en 2017, essentiellement des comédies : elle retrouve Dany Boon pour un petit rôle dans la comédie d'action Raid dingue ; fait partie de la distribution chorale de Baby Phone d'Olivier Casas ; seconde Alexandra Lamy pour la romance L'Embarras du choix d'Éric Lavaine ; mais, surtout, revient au drame pour Chez nous de Lucas Belvaux, et ce, aux côtés d'Émilie Dequenne et André Dussollier. La même année est diffusée le téléfilm Les Beaux Malaises, adaptation du succès québécois éponyme signée Éric Lavaine. Anne Marivin en partage l'affiche avec Franck Dubosc, dans les rôles des parents.
L'année 2018 est marquée par plusieurs projets : elle joue une femme-flic dans la nouvelle série policière de France 3, Sous la peau. Elle fait aussi un caméo dans l'acclamé deuxième long métrage d'Alex Lutz, Guy.
Début 2019, elle tient un second rôle dans la comédie Chamboultout d'Éric Lavaine, portée par Alexandra Lamy.
En 2020, elle tient le rôle d'Élise Formain, agent de stars dans la série à succès Dix pour cent, diffusée sur France 2.
En 2022, elle est membre du jury de la compétition lors du 5e Festival Canneseries, présidé par la française Fanny Herrero.
En 2024, Anne Marivin interprète une maire de Paris « écervelée et cynique » (selon Le Monde) dans la superproduction Netflix Sous la Seine, dans laquelle un requin tueur sévit en plein cœur de Paris pendant les championnats du monde de triathlon sur la Seine.

### Vie privée
En couple avec le graphiste Joachim Roncin (créateur du slogan « Je suis Charlie »), Anne Marivin est mère de Léonard, né le 28 avril 2009. En juin 2015, elle annonce attendre son deuxième enfant et le 14 octobre 2015, elle donne naissance à une fille prénommée Andréa. Ils se séparent fin 2020.

## Filmographie

### Cinéma
- 2002 : Ah ! si j'étais riche de Michel Munz, Gérard Bitton : la serveuse
- 2002 : Mon idole de Guillaume Canet : l'assistante
- 2002 : Chouchou de Merzak Allouache : la vendeuse de supermarché
- 2003 : Narco de Tristan Aurouet et Gilles Lellouche : la femme aux objets
- 2004 : Podium de Yann Moix : Anne la bernadette
- 2005 : Un ticket pour l'espace d'Éric Lartigau : la spationaute femme
- 2006 : Prête-moi ta main d'Éric Lartigau : la vendeuse Carabosse
- 2006 : Ne le dis à personne de Guillaume Canet : la secrétaire d'Alex
- 2007 : Truands de Frédéric Schoendoerffer : Laure
- 2007 : Pur Week-end d'Olivier Doran : Sarah
- 2008 : Sans arme, ni haine, ni violence de Jean-Paul Rouve : la femme flic
- 2008 : Bienvenue chez les Ch'tis de Dany Boon : Annabelle Deconninck
- 2009 : Envoyés très spéciaux de Frédéric Auburtin : Claire Monier
- 2009 : Incognito d'Éric Lavaine : Marion
- 2009 : Demain dès l'aube... de Denis Dercourt : Jeanne
- 2009 : Je vais te manquer d'Amanda Sthers : Lila
- 2009 : Le Coach, d'Olivier Doran : Vanessa Letissie
- 2009 : Cinéman, de Yann Moix : Sidonie
- 2010 : Le Siffleur, de Philippe Lefebvre : la standardiste chez Zapetti
- 2010 : Les Petits Mouchoirs de Guillaume Canet : Juliette
- 2010 : Il reste du jambon ? de Anne Depétrini : Justine Lacroix
- 2011 : Tu seras mon fils de Gilles Legrand : Alice, la femme de Martin
- 2012 : Il était une fois, une fois de Christian Merret-Palmair : Jessica / Cécile Morin
- 2013 : Crawl d'Hervé Lasgouttes : Corinne
- 2014 : Aux yeux des vivants de Alexandre Bustillo et Julien Maury : Julia
- 2014 : SMS de Gabriel Julien-Laferrière : Nathalie
- 2014 : GHB de Laetitia Masson : la fille du casting
- 2015 : Le Talent de mes amis d'Alex Lutz : Carole
- 2017 : Chez nous de Lucas Belvaux : Nathalie Leclerc
- 2017 : Raid dingue de Dany Boon : la psychologue du Raid
- 2017 : Baby Phone d'Olivier Casas : Charlotte
- 2017 : L'Embarras du choix d'Éric Lavaine : Joëlle
- 2018 : Guy d'Alex Lutz : Marie-France
- 2019 : Chamboultout d'Éric Lavaine : Nadia
- 2020 : Les Blagues de Toto de Pascal Bourdiaux : Sylvie
- 2023 : Les Blagues de Toto 2 : Classe verte de Pascal Bourdiaux : Sylvie
- 2024 : Maison de retraite 2 de Claude Zidi Jr. : Reine Montrosier
- 2024 : Sous la Seine de Xavier Gens : la maire de Paris
- 2025 : Rapide de Morgan S. Dalibert : Pauline

### Télévision

#### Téléfilms
- 1999 : Ouriga d'Antoine Plantevin : Pauline
- 2001 : De toute urgence de Philippe Triboit : Isa
- 2002 : Si j'étais lui de Philippe Triboit : Dany
- 2014 : Ce soir je vais tuer l'assassin de mon fils de Pierre Aknine : Sylvie Harfouche
- 2015 : L'Héritière d'Alain Tasma : Ana Keller
- 2015 : Tu es mon fils de Didier Le Pêcheur : Claire
- 2019 : D'un monde à l'autre de Didier Bivel : Camille
- 2019 : Un homme abîmé de Philippe Triboit : Cloé Sorrente
- 2023 : La Vie, l'amour, tout de suite de Nicolas Cuche : Cathy

#### Séries télévisées
- 1993 : Seconde B : Patricia (épisode  Bande à part)
- 1998 : La Kiné : Virginie Fabre (épisode Stade III)
- 2000 : Tel père, telle flic : Marina (épisode La fille qui croyait au Père Noël)
- 2001 : Blague à part : Eva (saison 3, épisode 12 : Le fauteuil)
- 2001 : Avocats et Associés : Céline Rapière (épisode Les apparences)
- 2001 : Père et Maire : Agathe Villard (épisode Le Choix d'Agathe)
- 2004 : Sauveur Giordano : Inès Berthault (épisode Disparition)
- 2004 : Navarro : Sonia (épisode Zéro pointé)
- 2005 : Friday Wear : Lucy (voix ; série animée)
- 2007 : Fargas : Sophie (épisodes Meurtre sans intention et Comme un chien)
- 2007 : Alice et Charlie : Alice (épisodes Pilote et Témoin a domicile)
- 2008 : Palizzi : Anne (épisode Proposition en descente)
- 2014 : WorkinGirls : Michèle (saison 3)
- 2016 : Les Beaux Malaises d' Éric Lavaine : Anne
- 2018 : Sous la peau : Marion Kovic (mini-série)
- 2020 : Dix pour cent : Élise Formain (saison 4)
- 2021 : Rebecca : Rebecca (mini-série)
- 2022 : Visions : Sandrine Thureau
- 2024  : Ça, c'est Paris ! de Marc Fitoussi : Prune Berthille
- 2024 : Le Monde Magique de Jérôme Commandeur : Micheline

#### Émission télévisée
- 2013 : Le Débarquement, émission à sketches diffusée sur Canal+